# Municipio de Cedar (condado de Polk)
Cedar Township es una subdivisión territorial del condado de Polk, Arkansas, Estados Unidos. Según el censo de 2020, tiene una población de 680 habitantes.
Es una subdivisión exclusivamente geográfica, por cuanto el estado de Arkansas no utiliza la herramienta de los townships como municipios.

## Geografía
La subdivisión está ubicada en las coordenadas 34°36′27″N 94°24′17″O / 34.60750, -94.40472 (34.607441, -94.404745). Según la Oficina del Censo, tiene una superficie total de 162.99 km², de los cuales 161.61 km² corresponden a tierra firme y 1.38 km² están cubiertos de agua.

## Demografía
Según el censo de 2020, hay 680 personas residiendo en la zona. La densidad de población es de 4.21 hab./km². El 86.03 % de los habitantes son blancos, el 0.29 % son afroamericanos, el 3.68 % son amerindios, el 0.88 % son asiáticos, el 2.06 % son de otras razas y el 7.06 % es de una mezcla de razas. Del total de la población, el 3.53 % son hispanos o latinos de cualquier raza.